# Midway (British Columbia)
Midway ist ein Dorf in der kanadischen  Provinz British Columbia und liegt im Regional District of Kootenay Boundary. Unmittelbar südlich der Gemeinde fließt der Kettle River, welcher hier die Grenze zum US-Bundesstaat Washington überquert.

## Geschichte
Das Land des heutigen Ortes wurde von der Midway Town Site Company in Grundstücke eingeteilt, die jeweils für 100 Dollar verkauft wurde. Midway hieß ursprünglich Boundary City und wurde von R. C. Adams später umbenannt. Zwischen 1890 und 1899 erreichte die Einwohnerzahl während des Goldrauschs einen Höchststand von 6.000. Im Jahre 1899 erhielt der Ort einen Anschluss an die Canadian Pacific Railway.
Die Zuerkennung der kommunalen Selbstverwaltung (incorporated als Village Municipality) erfolgte am 25. Mai 1967.

## Demographie
Der Zensus im Jahr 2016 ergab für die Gemeinde eine Bevölkerungszahl von 649 Einwohnern, nachdem der Zensus im Jahr 2011 für die Gemeinde noch eine Bevölkerungszahl von 674 Einwohnern ergab. Die Bevölkerung hat dabei im Vergleich zum letzten Zensus im Jahr 2011, entgegen dem Provinztrend, um 3,7 % abgenommen während im Provinzdurchschnitt eine Bevölkerungszunahme von 5,6 % erfolgte. Im Zensuszeitraum 2006 bis 2011 hatte die Einwohnerzahl in der Gemeinde noch überdurchschnittlich um 8,5 % abgenommen, während sie im Provinzdurchschnitt um 7,0 % zunahm.
Im Rahmen des Zensus 2016 wurde für die Gemeinde ein Medianalter von 54,2 Jahren ermittelt. Das Medianalter der Provinz lag 2016 bei nur 43,0 Jahren. Das Durchschnittsalter lag in der Gemeinde bei 60,2 Jahren, bzw. bei 42,3 Jahren in der Provinz.

## Verwaltung
Der Ort wird von einem Bürgermeister und einem aus vier Mitgliedern bestehenden Stadtrat, der für vier Jahre gewählt wird, verwaltet. 

## Sehenswürdigkeiten
In Midway beginnt der Kettle Valley Rail Trail, ein Wanderweg auf der Strecke der ehemaligen Kettle Valley Railway.

## Verkehr
In Midway gibt es eine Graslandebahn für Kleinflugzeuge und die Ortschaft wird in Ost-West-Richtung vom Highway 3, dem Crowsnest Highway, durchquert.